# میرزا محمد هادی جواهری اصفهانی
محمدهادی جواهری اصفهانی از سیاستمداران ایرانی بود، که در دوره نخست بعنوان نماینده اصفهان در مجلس شورای ملی حضور داشت.